# Brigham Young
Brigham Young (Whitingham, 1 de junho de 1801 — Salt Lake City, 29 de agosto de 1877) foi o primeiro governador do estado de Utah, pregador religioso e historiador americano. Foi também o segundo presidente d'A Igreja de Jesus Cristo dos Santos dos Últimos Dias. Por causa das similaridades entre o êxodo israelita e o êxodo mórmon, historiadores às vezes chamam-no do "Moisés norte-americano" em virtude de seu papel em conduzir os santos de Nauvoo, Illinois, para o estado de Utah em 1847.

## Biografia

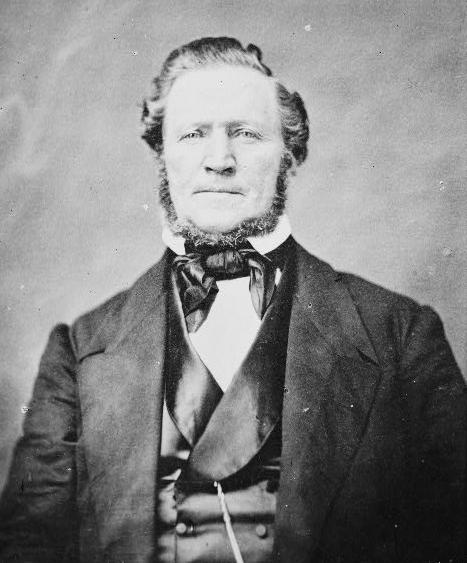
Brigham Young em 1847.

Brigham Young nasceu no estado de Vermont, sendo o nono filho de John e Abigail Howe Young. Sua família era pobre, por isso desde cedo ele trabalhou arduamente preparando e cultivando a terra, além de ajudar nas atividades domésticas. Aos 16 anos já era aprendiz de carpinteiro, marceneiro, pintor e vidraceiro. Orgulhava-se de seu trabalho e considerava-o "honesto, confiável e de grande durabilidade, a fim de satisfazer àqueles que contratavam seus serviços". Dizia que tais características eram "parte de minha religião".
Casou-se aos 23 anos com Miriam Angelina Works, com quem teve duas filhas. Foi batizado e tornou-se membro d'A Igreja de Jesus Cristo dos Santos dos Últimos Dias em 15 de abril de 1832.
Sua esposa Miriam morreu em setembro de 1832. Em 18 de fevereiro de 1834 casou-se com Mary Ann Angeli e desse casamento resultaram seis filhos.
Em 1851, Brigham Young torna-se governador do Território de Utah, exercendo esse cargo pelo período de oito anos.
Um polígamo, ele teve pelo menos cinquenta esposas e mais de cinquenta filhos. Em um estudo feito em 2016, estimava-se que Young tivesse cerca de 30 000 descendentes diretos e indiretos.